# У рідному кутку (оповідання)
«У рідному кутку» (рос. История одного торгового предприятия) — оповідання А. П. Чехова, вперше опубліковане у 1897 році.

## Історія
«Донецька залізниця. Невесела станція, яка самотньо біліє в степу, тиха, зі стінами, гарячими від спеки, без єдиної тіні, і, схоже, без людей. Поїзд вже пішов, залишивши вас тут, і шум його чується ледь-ледь і завмирає на кінець… Ви сідаєте в коляску, — це так приємно після вагона, — і пішли по степовій дорозі, і перед вами мало-помалу відкриваються картини, яких немає під Москвою, великі, нескінченні, зачаровуючи своєю одноманітністю. Степ, степ, — і більше нічого, далеко старий курган, або вітряк; везуть на волах кам'яне вугілля… Птахи, поодинці, низько носяться над рівниною, і розмірені рухи їх крил наганяють дрімоту. Жарко. Пройшов годину-другу, а все степ, степ, І всі кургани далеко»
Так писав Антон Павлович Чехов в оповіданні «У рідному кутку». Цю степ, повну неповторних барв і чарівності, великий письменник побачив під час свого перебування в донецькому краї влітку 1887 року.
Антону Павловичу було тоді 27 років. Будучи вже відомим письменником, автором чотирьох збірок оповідань, Чехов почав поїздку з Москви в рідні місця — в Таганрог. «Живу в Рагозиной Балці у Кравцова», — писав Чехов Марії Павлівні 30 квітня 1887 р. Вражений природою краю Чехів ще не раз бував у Гаврило Павлович Кравцова і згодом висилав журнали «Європейська бібліотека», «Глядач» і «Супутник». Готував його синів у юнкерське училище.
Про життя у відставного хорунжого Кравцова Антон Павлович розповідає і в листі до Н. А. Лайкину: «Жив я останнім часом в Донський Швейцарії, в центрі якого називають Донецьким кряжем: гори, балки, ліси, річки і степ, степ, степ… Живучи у Кравцова, можна вилікуватися від 15 чахоток і 22 ревматизмов Вражень… пітьма…».

## Критика
Критика не обійшла увагою розповідь. Анонімний рецензент московської газети «Кур'єр» писав про розповідь так: «У рідному кутку» навівають лише важкі думи, викликають лише гіркі почуття, але хіба винен художник, що саме життя ставить перед ним лише сумні образи і викликає в його лірі скорботні звуки. До того ж дарування нашого письменника переважно такого роду, що з особою силою передає негативні сторони життя, що викликають у нього то іронію, то сатиричну посмішку, то пряму скорботу і співчуття".
Альбов висловив здивування з приводу того, що Віра Кардіна і інші персонажі Чехова «зовсім не бореться з життям» і легко віддається «у владу всякому потворі».

## Сюжет
Героїня оповідання «У рідному кутку» Віра Кардіна повертається в свій маєток, загублене в безкрайній донецького степу. Вона їде до рідних — дідуся і тітку, яка давно замінила їй матір. Будинки тітка знайомить її з заводським доктором Нещаповым, якого пророкує їй в женихи. Він не подобається Вірі, «рідне гніздо» здається чужим — дратують манірність, нещирість тітки, грубість і ненажерливість дідуся, старого крепостника. «Неприборканий був чоловік…- говорить про нього тітка.- Раніше, бувало, трохи прислуга не догодить або що, як схопиться — і „Двадцять п'ять гарячих! Різок!“. А тепер присмирнів…».
В кінці розповіді Віра, пригнічена, обурена через всього, що її оточує, несподівано для самої себе в нападі злості кидається на прислугу Альону (та від страху і сорому впустила золоті годинники) з криком: «Геть! Різок! Бийте її!» (IX, 242). А потім, отямившись, вирішує взяти себе в руки і дає згоду вийти за доктора.